# Cartman's Mom Is Still a Dirty Slut
"Cartman's Mom Is Still a Dirty Slut" é o segundo episódio da segunda temporada da série de desenho animado estadunidense South Park, e o de número 15 da série em geral. Escrito por Trey Parker e David Goodman, e dirigido por Parker, o episódio foi transmitido originalmente em 22 de abril de 1998 através do canal de televisão Comedy Central. O episódio conclui o enredo do último episódio da primeira temporada, "Cartman's Mom Is a Dirty Slut"; Mephesto é baleado quando ele está prestes a revelar a identidade do pai de Cartman. Os quatro meninos e o Chef apressam-no para o hospital "Hell's Pass", enquanto a cidade de South Park experimenta uma grande nevasca.
O episódio foi exibido após a estreia da temporada. "Terrance and Phillip in Not Without My Anus" foi exibido em seu lugar três semanas antes como uma brincadeira de dia da mentira. O Comedy Central recebeu cerca de duas mil queixas de telespectadores dentro da semana de exibição. Em 2013, os fãs elegeram "Cartman's Mom Is Still a Dirty Slut" como o melhor episódio da segunda temporada.

## Produção
Escrito por Trey Parker (cocriador da série) e David Goodman, e dirigido por Parker, "Cartman's Mom Is Still a Dirty Slut" foi originalmente exibido nos Estados Unidos pelo canal Comedy Central em 22 de abril de 1998. Este episódio era para ter sido transmitido em 1 de abril de 1998, quatro semanas após a primeira transmissão da primeira parte do arco, "Cartman's Mom is a Dirty Slut", mas ao invés de continuar o enredo do arco, Parker e Stone fizeram um episódio centrado nos personagens Terrance e Philip, intitulado "Terrance and Phillip in Not Without My Anus", fazendo uma brincadeira de dia da mentira nos espectadores do seriado. Durante a semana de transmissão, os fãs irritados escreveram mais de duas mil queixas através de correio eletrônico para o Comedy Central. Os meios de comunicação chegaram a dizer que alguns fãs criaram rancor contra o seriado mais de cinco anos após o episódio ter sido transmitido.
O arco da história de "Cartman's Mom Is Still a Dirty Slut" foi revisitado no episódio "200" da décima quarta temporada, onde é revelado que Liane não é uma hermafrodita e que ela não é o pai de Cartman, afinal, como revelou a personagem fictícia de Cartman, Mitch Conner. No episódio seguinte, "201", revela-se que o verdadeiro pai de Cartman é Jack Tenorman, o pai de seu rival Scott Tenorman.

## Enredo
Mephesto está prestes a anunciar quem é o pai de Cartman quando a eletricidade falha, então a sala sofre uma queda de energia e dois disparos ocorrem. À medida que as luzes voltam, todos descobrem que Mephesto foi baleado. Chef observa que ele ainda está vivo e, junto com os meninos, caminham-se para o hospital. No estabelecimento de saúde, eles conhecem o Dr. Doutor e uma enfermeira sem braços chamada Goodley, que são os únicos que estão trabalham no hospital. Eles conseguem colocar Mephesto em um suporte à vida, mas há muitos outros pacientes que precisam de ajuda. Do lado de fora, uma tempestade de neve prejudica a todos.
Enquanto isso, os demais adultos da cidade preparam-se para uma reconstituição de crime que será transmitido pelo America's Most Wanted, quando uma árvore cai na linha elétrica. Alguns membros da equipe de filmagem e moradores de South Park se encontram presos em um prédio, o grupo apressadamente recorre ao canibalismo para sobreviver. A tempestade também prejudica o hospital, e um plano é promulgado para restaurar a eletricidade. Então, Dr. Doutor sugere que eles se dividem em duas equipes: a equipe A, composta por todos na sala, exceto Kenny, que integrará sozinho a equipe B. Seu trabalho é reconectar o gerador, enquanto a equipe A dá conselhos para Kenny via walkie-talkie.
Quando Kenny chega ao gerador, ele descobre que não há fio para conectar os cabos, então ele decide fazer a conexão para restaurar a eletricidade usando seu próprio corpo durante o processo fatal. Graças à sua ação corajosa, a energia é restaurada e o Mephesto sobrevive. Depois de revelar casualmente que seu atirador foi seu irmão, ele reuniu todos na sala de emergência para revelar que o verdadeiro pai de Cartman é sua própria mãe, Liane. Mephesto explica que Liane é uma hermafrodita, alguém que possui genitália masculina e feminina. Ele também revela que os hermafroditas não podem ter filhos, então Liane deve ter engravidado outra mulher em sua vida sexual. Cartman, irritado, no entanto, recusa-se a encontrar sua verdadeira mãe.

## Lançamento caseiro
Em 27 de abril de 1999, "Cartman's Mom Is Still a Dirty Slut" foi lançado em uma fita VHS intitulada "South Park: Volume 7", que também continha "Cartman's Mom is a Dirty Slut", numa terceira série de lançamentos de vídeo caseiros do seriado South Park. O volume 7 foi vendido juntamente com o Volume 8, que consistia nos episódios "Chickenlover" e "Ike's Wee Wee", e o Volume 9, que continha "Conjoined Fetus Lady" e "The Mexican Staring Frog of Southern Sri Lanka". Todos os 18 episódios da segunda temporada, incluindo "Cartman's Mom Is Still a Dirty Slut", foram lançados em um box set de DVD em 3 de junho de 2003.